# ProZ.com
ProZ.com ist eine internationale Plattform für Übersetzer und Dolmetscher.
ProZ.com wurde 1999 gegründet und hat ihren Hauptsitz in Syracuse (New York) sowie zwei weiteren Büros in La Plata (Argentinien) und in Charkiw (Ukraine).

## Inhalte
ProZ.com stellt seinen Mitgliedern verschiedene Funktionen und Inhalte zur Verfügung. Dazu zählen neben einem Agentur- und Mitgliederverzeichnis sowie  einer Auftragsbörse  auch die Terminologie-Funktion KudoZ, deren Ergebnisse allerdings kritisch betrachtet werden.
Die Plattform findet auch in Fachpublikationen und Fachforen Beachtung.
ProZ.com unterstützt Übersetzer ohne Grenzen.